# Nicefor II Fokas
Nicefor II Fokas (gr. Νικηφόρος Β΄ Φωκάς, Nikēphoros II Phōkas) (ur. ok. 912, zm. 11 grudnia 969) – cesarz bizantyjski od 963, jeden z najwybitniejszych bizantyjskich władców X w., zasłużony dla odbudowy militarnej potęgi państwa.

## Życiorys
Pochodził z kapadockiej rodziny Fokasów, która wydała wielu sławnych generałów np. ojca Nicefora – Bardasa Fokasa, jego wuja – Leona Fokasa, i dziadka – Nicefora Fokasa Starszego.
Nicefor urodził się ok. 912 r. (data niepewna). Służbę w armii rozpoczął w młodym wieku. W 945 r., za panowania cesarza Konstantyna VII Porfirogenety wyznaczony został dowódcą temu Anatolikon. W 953 r., gdy jego ojciec, Bardas, został raniony w bitwie, Nicefor awansował na głównego dowódcę wojsk wschodniego pogranicza.
Podczas walk z Abbasydami poniósł w 954 r. kilka klęsk, jednak w późniejszym czasie (od 957 r.) niepowodzenia te zostały powetowane zwycięstwami w Syrii. Po wstąpieniu na tron cesarza Romana II, Nicefor został wyznaczony dowódcą wschodniej armii, zaś jego młodszy brat Leon, dowódcą armii zachodniej. W 960 r. Nicefor stanął na czele wojsk, których celem było odbicie Krety z rąk muzułmańskich. W 961 r. po kilkumiesięcznym oblężeniu zdobyta została Kandia, a wkrótce później władztwo bizantyjskie przywrócone zostało nad całą wyspą. Zwycięstwo to, choć imponujące, nie zostało uhonorowane zwyczajowym triumfem w Konstantynopolu, Nicefor otrzymał pozwolenie tylko na owację na hipodromie.
Wkrótce potem Nicefor wrócił na wschód z dużą i dobrze wyposażoną armią. Podczas walk w latach 962–963 zdobył kilka miast Cylicji a także Aleppo.
W 963 roku w drodze zamachu stanu przeprowadzonego przy poparciu cesarzowej regentki Teofano i armii zdobył tron. Po objęciu władzy cesarskiej Nicefor II kontynuował politykę podbojów. W latach 964–966 podporządkował Bizancjum Cylicję a następnie Mezopotamię i Syrię. Po zdobyciu Syrii zburzył większość tamtejszych fortec, a po upadku Antiochii i Aleppo (969) zabezpieczył zdobycze traktatami pokojowymi. W tym też czasie patrycjusz Niketas podbił Cypr. W 967 rozpoczął wojnę z Bułgarami, którym dotychczas cesarstwo płaciło znaczny trybut. Nicefor odrzucił bułgarskie żądania przysłania trybutu a następnie zachęcił ruskiego księcia Światosława, by ten zaatakował Bułgarię od północy. Światosław w 967 r. poprowadził zwycięską wyprawę przeciw Bułgarom: zajął ujście Dunaju i próbował zorganizować tam państwo ze stolicą w Presławiu. Sukcesy Światosława spowodowały, iż Nicefor zmienił front, obawiając się, by władca ruski nie wyrósł z czasem na groźniejszego przeciwnika: odnowił przymierze z Bułgarami zrywając je ze Światosławem.
Mniej udane były kampanie, prowadzone przez cesarza na zachodzie. Dowodzona przez Niketasa wyprawa wojskowa na Sycylię (964–965) zakończyła się niepowodzeniem. Bizantyjczycy zostali zmuszeni do opuszczenia wyspy. W 967 r. cesarz zawarł pokój z Fatymidami po to, by bronić się przez wrogiem, który zagrażał zarówno Arabom, jak i Bizantyjczykom: Otton I Wielki, który ogłosił się cesarzem rzymskim i zaatakował bizantyjskie posiadłości w południowej Italii. Po początkowych sukcesach wojska Ottona zostały jednak odparte. Napięcie, istniejące podówczas między Bizancjum a Zachodem, widoczne jest w bardzo nieżyczliwym portrecie cesarza i jego dworu, zawartym w dziele Relatio de legatione Constantinopolitana, napisanym przez biskupa Kremony, Liutpranda.
Założył klasztor na górze Athos. Był gorącym wielbicielem św. Atanazego. Anulował on przysługujące biedakom prawo pierwokupu przy sprzedaży majętności możnowładców.
Został zabity z inicjatywy żony, m.in. przez swego następcę (i kochanka żony) Jana I.
Jego imię nosi jedna z fregat greckiej marynarki wojennej

## Rodzina
Jego pierwszą żoną była Maleina, z którą Nicefor miał syna, Bardasa Fokasa (zm. przed 969). Druga żoną była Teofano, wdowa po cesarzu Romanie II, z którą Nicefor nie miał dzieci.